# Stephen South
Stephen South (Harrow, 19 de fevereiro de 1952) é um ex-automobilista britânico nascido na Inglaterra. 

## Vida
Ele foi educado na Harrow County School for Boys.
Ele é conhecido principalmente por vencer o BRDC Vandervell British F3 Championship em 1977. Sua única  participação na Fórmula 1 foi no Grande Prêmio do Oeste dos Estados Unidos de 1980 com a McLaren de Alain Prost que não pode participar, South não conseguiu qualificar o carro nas ruas de Long Beach. Sua carreira terminou naquele ano, quando parte de uma perna foi amputada após um acidente durante o treino para uma corrida Can-Am no Circuito Trois-Rivières em Quebec, Canadá.